# Дуглас Мюррей (автор)
Дуглас Кір Мюррей (нар. 16 липня 1979 р.) — британський автор та політичний коментатор . Він створив Центр соціальної згуртованості у 2007 році, який став частиною Товариства Генрі Джексона, де Мюррей був асоційованим директором у 2011 – 2018. Він також є асоційованим редактором британського політичного та культурного журналу The Spectator .
Мюррей написав колонки для публікацій, таких як Standpoint та The Wall Street Journal . Він автор Neoconservatism: Why It Need It It (2005), Кривава неділя: Істини, брехня та довідка Савіль (2011) про Криваву недільне розслідування, Дивна смерть Європи: Імміграція, Ідентичність, Іслам (2017) та Божевілля натовпу: стать, раса та ідентичність (2019).
Він характеризується як консерватор, неоконсерватор і критик ісламу .

## Раннє життя
Мюррей народився і виріс у м. Хаммерсміт, Лондон, у родині матері-англійки, державного службовця, і шотландського гельського батька, вчителя школи, разом із братом. Він пішов ще хлопчиком ходити в батьківський будинок свого батька — острів Льюїс, де він любив рибалити.
Мюррей здобув освіту в школі Вест-Брідгфорд і отримав музичну стипендію в школі Св. Бенедикта а пізніше в коледжі Ітона, перш ніж продовжувати вивчати англійську мову в коледжі Магдалини, Оксфорд .

## Публікації
У віці 19 років, перебуваючи на другому курсі в Оксфордському університеті, він опублікував Босі : Біографія лорда Альфреда Дугласа яку Крістофер Хітченс назвав «майстерно». Босі була удостоєна премії Ламбда за гей-біографію в 2000 році. Покинувши Оксфорд, Мюррей написав п'єсу « Нічний припадок» про шведського дипломата Рауля Валленберга .

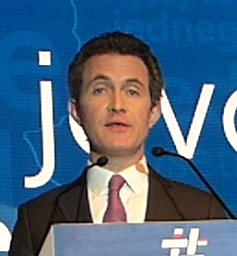
Мюррей у 2018 році

## Медійна карʼєра
Мюррей виступив у ряді британських програм про поточні справи, включаючи BBC 's Question Time, This Week, HardTalk та інші. Мюррей написав для The Sunday Times, The Daily Telegraph, Guardian Standpoint, та UnHerd . У 2012 році він був прийнятий на посаду редактора журналу The Spectator . Він обговорювалося в Кембриджському Союзі, в Оксфордському союзі, а також брав участь в декількох Intelligence Squared та Intelligence Squared США дебати. Він також з'являвся на інших телеканалах, таких як Sky News та Al Jazeera .

## Погляди
Мюррей є частим критиком ісламу і визначив те, що він вважає «віросповіданням ісламського фашизму — злоякісним фундаменталізмом, пробудженим з темних віків для нападу на нас тут і зараз».
У 2008 році Мюррей перерахував випадки 27 письменників, активістів, політиків та художників — серед них сер Салман Рушді, Маріам Намазі та Анвар Шейх, які всі троє отримали погрози смерті через критику ісламу. Мюррей заявив, що «Якщо мусульманам не дозволено обговорювати свою релігію без страху нападу, у ісламу немає шансів на реформи або справжню свободу совісті».

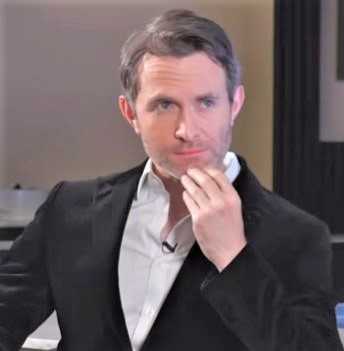
Мюррей у 2019 році

У лютому 2006 року Мюррей писав про мусульман, 
 Умови для мусульман в Європі повинні бути посилені в усьому світі: Європа повинна виглядати як менш приваблива пропозиція. . . Задовго до того, як на нас вперше напали, слід було б зрозуміти, що люди, які приїжджають до Європи, тут (живуть) за нашими правилами, а не за їхніми… Там, де мечеть стала центром ненависті, її слід закрити і знести. Це означає, якщо деякі мусульмани не мають мечеті, куди ходити, то їм доведеться просто усвідомити, що їм ніхто не належить. 
 Після того як Мюррей відмовився від пропозиції Пола Гудмена відхилитись від цих коментарів, фронт Консервативної партії розірвав офіційні відносини з Мюрреєм та його Центром соціальної згуртованості .

## Особисте життя
Мюррей — атеїст, який був практикуючим англіканином до своїх двадцяти років але по-різному описував себе як культурний християнин та християнський атеїст і вважає, що християнство має важливий вплив на англійців та європейську культуру. Мюррей є геєм.

## Праці
- Murray, Douglas (2000). Bosie: A Biography of Lord Alfred Douglas. ISBN 0-340-76771-5.
- Murray, Douglas (2005). Neoconservatism: Why We Need It. ISBN 1-904863-05-1.
- Murray, Douglas (2011). Bloody Sunday: Truths, Lies and the Saville Inquiry. London: Dialogue. ISBN 978-1-84954-149-7.
- Murray, Douglas (2013). Islamophilia: A Very Metropolitan Malady. emBooks. ISBN 9781627770507.
- Murray, Douglas (2017). The Strange Death of Europe: Immigration, Identity, Islam. Bloomsbury Publishing PLC. ISBN 9781472942241.
- Murray, Douglas (2019). The Madness of Crowds: Gender, Race and Identity. Bloomsbury Publishing PLC. ISBN 9781472959959.

Як співавтор:
- Brandon, James; Murray, Douglas (2007). Hate on the State: How British libraries encourage Islamic extremism (PDF). Westminster, UK: Centre for Social Cohesion. Архів оригіналу (PDF) за 8 листопада 2020. Процитовано 3 липня 2020.
- Murray, Douglas (2007). Towards a Grand Strategy for an Uncertain World: Renewing Transatlantic Partnership (PDF). Архів оригіналу (PDF) за 25 вересня 2019. Процитовано 3 липня 2020.
- Murray, Douglas; Verwey, Johan Pieter (2008). Victims of Intimidation: Freedom of Speech Within Europe's Muslim Communities (PDF). London, UK: Centre for Social Cohesion. Архів оригіналу (PDF) за 20 січня 2021. Процитовано 3 липня 2020.